# Muiden
Muiden  è una località dei Paesi Bassi di 6 510 abitanti situata nel comune di Gooise Meren, nella provincia dell'Olanda Settentrionale. È stato un comune autonomo fino al 2015.

## Monumenti e luoghi d'interesse

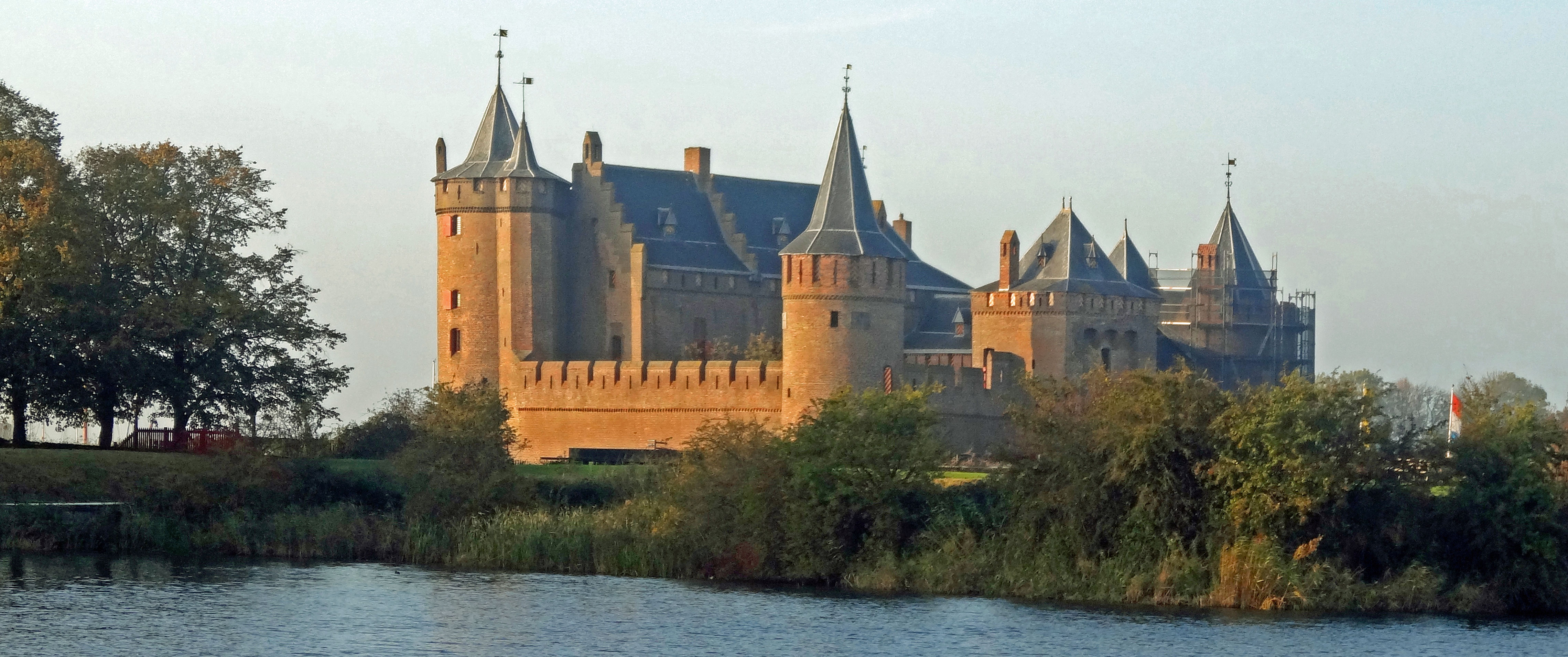
Il Castello di Muiden.

- Castello di Muiden, Castello medievale eretto nel 1208 e rifatto alla fine del XIII secolo[1] alla foce del fiume Vecht nell'IJsselmeer.